# Cymer Abbey
Cymer Abbey (häufig auch in der Schreibweise Cymmer Abbey; auch Kemmer Abbey oder Vanner; Chemerium; Walisisch Abaty Cymer, (historisch) Kymer deu dyfyr) wohl aus dem Zusammentreffen von Gewässern, nämlich des Mawddach und des Wnion, abgeleitet, ist eine ehemalige Zisterzienserabtei rund 2 km nordwestlich von Dolgellau bei dem Dorf Llanelltyd, in Gwynedd im nordwestlichen Wales an der Straße A 487.

## Geschichte
Das Kloster wurde 1198 von  Gruffydd und Maredudd ap Cynan, den Herrn von Meirionydd, als Tochterkloster von Cwmhir Abbey gestiftet und gehörte damit der Filiation der Primarabtei Clairvaux an. Es blieb immer klein und unbedeutend, besaß jedoch einen sehr großen vergoldeten Siberkelch mit Patene, der bei der Auflösung versteckt worden sein muss und im 19. Jahrhundert aufgefunden wurde und in das Walisische Nationalmuseum in Cardiff kam. Das Kloster betrieb ein Gestüt, das Pferde an Llywelyn ap Iorwerth lieferte. 1388 waren nurmehr fünf Mönche in der Abtei und 1535 wurde das Jahreseinkommen mit 51 Pfund bewertet. Damit verfiel das Kloster bereits der ersten Auflösung der kleineren Klöster im Jahr 1536.

## Bauten und Anlage

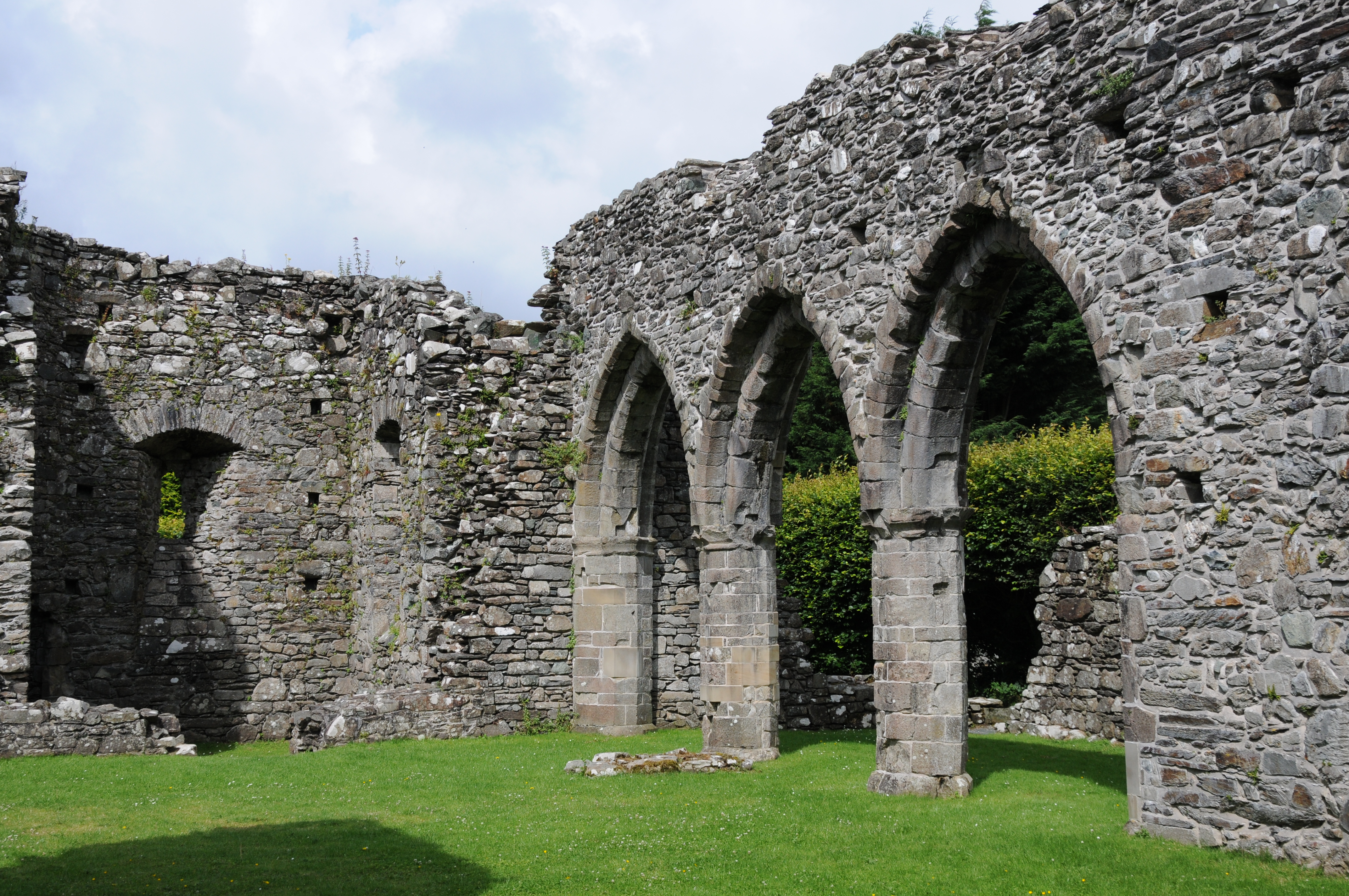
Blick von der Apsis Richtung Turm und nördliches Seitenschiff

Von der Abtei haben sich nur Ruinen erhalten. Die dreischiffige Kirche, von der nur der Westteil (ohne Presbyterium und Querhaus) zur Ausführung kam, erhielt im 14. Jahrhundert einen Westturm. Das Langhaus der Kirche weist spitzbogige Arkaden auf, die auf achteckigen Säulen ruhen. Die wohl als Provisorium errichtete Ostwand der Kirche weist drei Lanzettfenster auf, über denen wohl drei weitere Lanzettfenster lagen. Der Kreuzgang lag südlich der Kirche, von den Klausurgebäuden wurden die im Westen vorgesehenen nicht ausgeführt. Der Eingang zum Kapitelsaal und der Durchgang zur Kirche können noch identifiziert werden. Das Refektorium lag auf der Südseite. Der an ihm entlanglaufende Entwässerungskanal ist nachmittelalterlich. Das nahegelegene Bauernhaus birgt Teile des alten Abts- oder Gästehauses.